# Hrabstwo Montgomery (Missisipi)
Hrabstwo Montgomery (ang. Montgomery County) – hrabstwo w stanie Missisipi w Stanach Zjednoczonych. Obszar całkowity hrabstwa obejmuje powierzchnię 407,86 mil² (1056,35 km²). Według szacunków United States Census Bureau w roku 2009 miało 11 129 mieszkańców.
Hrabstwo powstało w 1871 roku.

## Miejscowości
- Duck Hill
- Kilmichael
- Winona[4]

| Populacja hrabstwa w poprzednich latach | Populacja hrabstwa w poprzednich latach |
| Rok                                     | Liczba ludności                         |
| --------------------------------------- | --------------------------------------- |
| 1980                                    | 13 367                                  |
| 1990                                    | 12 388                                  |
| 2000                                    | 12 189                                  |
| 2005                                    | 11 829                                  |